# Хип-хоп фестивал „Сан Дервен”
Хип-хоп фестивал „Сан Дервен” у Сврљигу је музичко-хуманитарна манифестација која се одржава од 2019. године. Настала је из идеје да омогући младим, талентованим људима да наступају и покажу свој таленат, да промовише хип-хоп културу, да Сврљиг добије другачије културне садржаје који су притом свима доступни и бесплатни и да промовише позитивне друштвене вредности. 
Фестивал организује Канцеларија за младе Сврљиг у сарадњи са Центром за туризам, културу и спорт, а под покровитељством Општине Сврљиг.
Циљ овог фестивала је промоција уличне културе кроз графите, брејкденс, хип хоп музику, фотографију, стрип, баскет 3на3 и друго. Али и да промовише друштвене вредности као што су поштовање људских права, интеркултурални дијалог, друштвену инклузију и борбу против говора мржње. 
Програм фестивала обухвата: graffiti showcase, наступе младих неафирмисаних извођача, DJ извођачи, плесне наступе, хип хоп плеснe тачке, такмичење у баскету 3 на 3, скејт акробације и главни музички програм. Поред домаћих извођача и уметника, ту су и млади уметници из региона, који представљају различите елементе хип-хоп културе. 
Такође, овај фестивал је и хуманитарног карактера, а сва прикупљена средства иду неком од суграђана, коме је помоћ најпотребнија. 